# Herbert Mayer (Jurist)
Herbert Mayer (* 8. April 1951 in Schwäbisch Gmünd) ist ein deutscher Jurist und war von 2009 bis 2016 Richter am Bundesgerichtshof.
Er studierte Rechtswissenschaft an der Universität Tübingen. Nach der zweiten juristischen Staatsprüfung im Jahr 1978 trat er in den höheren Justizdienst des Landes Baden-Württemberg ein und war zunächst Staatsanwalt bei der Staatsanwaltschaft Stuttgart. 1981 wurde er in das Justizministerium Baden-Württemberg berufen, für welches er bis 1992 tätig war. Dort wurde er 1984 zum Regierungsdirektor und 1987 zum Oberstaatsanwalt ernannt. Von 1988 bis 1990 war Mayer als Abteilungsleiter an die Staatsanwaltschaft Ulm abgeordnet, woran sich eine kurze Tätigkeit bei der Generalstaatsanwaltschaft Stuttgart anschloss. Von 1992 bis 1994 war er an das Sächsische Staatsministerium der Justiz sowie an die Staatsanwaltschaft Bautzen abgeordnet. Nach seiner Ernennung zum Oberstaatsanwalt 1994 kehrte er nach Stuttgart zurück und übernahm den Posten des stellvertretenden Leiters der Staatsanwaltschaft Stuttgart, bevor er ab 1997 als Leitender Oberstaatsanwalt der Staatsanwaltschaft Hechingen vorstand. Von dort wechselte er 1999 als Vorsitzender Richter eines Strafsenats an das Oberlandesgericht Stuttgart, zu dessen Vizepräsident er am 1. Januar 2002 ernannt wurde.
Am 1. Juli 2009 wurde Mayer zum Richter am Bundesgerichtshof ernannt und dem 3. Strafsenat zugewiesen, der vornehmlich für Staatsschutzstrafsachen und für Revisionen aus den Bezirken der Oberlandesgerichte Celle, Düsseldorf, Oldenburg und Koblenz zuständig ist. In diesem war er bis zu seinem Eintritt in den Ruhestand mit Ablauf des 30. September 2016 tätig.
Zusammen mit Otto Rudolf Kissel ist Mayer Verfasser des führenden Kommentars zum Gerichtsverfassungsgesetz. Als Sachverständiger für die GTZ trug er zum Aufbau einer rechtsstaatlichen Justiz in Osteuropa bei. Mayer ist verheiratet und hat zwei Kinder. Aufgrund seines Interesses für die Länder des Nahen Ostens beherrscht er die arabische Sprache.